# Glattbach
Glattbach er en kommune i Landkreis Aschaffenburg i det bayerske Regierungsbezirk Unterfranken i Tyskland.

## Geografi
Kommunen ligger i en dal nord for Aschaffenburg ved den vestlige kant af bjergkæden Spessart. Glattbach fik sit navn efter de guldglinsende glimmersten, som man kan finde i bækkene i området (glad (glatt) = glinsende, bach =bæk).